# 小行星9736
小行星9736是一颗围绕太阳公转的小行星。1986年8月28日，天文学家亨利·德波鸿诺在拉西拉天文台发现了此天体。
这颗小行星的绝对星等为189.7901498485487等。